# Ellne
Ellne is een plaats in de gemeente Söderhamn in het landschap Hälsingland en de provincie Gävleborgs län in Zweden. De plaats heeft 102 inwoners (2005) en een oppervlakte van 41 hectare.